# Wilfred Grenfell
Sir Wilfred Thomason Grenfell (Parkgate, 28 febbraio 1865 – Charlotte, 9 ottobre 1940) è stato un medico e missionario inglese, noto per il suo impegno in Labrador.